# Stegnogramma scallanii
Stegnogramma scallanii är en kärrbräkenväxtart som först beskrevs av Christ, och fick sitt nu gällande namn av Iwatsuki. Stegnogramma scallanii ingår i släktet Stegnogramma och familjen Thelypteridaceae. Inga underarter finns listade.